# All Right
All Right ist ein Pop-Rock-Song von Christopher Cross aus dem Jahr 1983, der von ihm geschrieben und produziert wurde. Er erschien auf dem Album Another Page. Die Gitarrenriffs spielte Steve Lukather.
Das Stück erzählt aus der Sicht des Lyrischen Ichs, dass der Protagonist und seine Frau vor einem Eheproblem stehen, das sie gemeinsam zu lösen versuchen.
Die Veröffentlichung erfolgte am 21. Januar 1983. In Deutschland war Cross mit dem Stück erstmals in den Charts vertreten; in den USA war es mit Platz 12 Cross’ vorletzter Erfolg.
Den Song wurde bei CBS Sports für die Highlights im NCAA Men’s Division 1 Basketball Tournament 1983 verwendet. Als Musikvideo verwendete man eine minimalistische Bühnen-Performance ohne Publikum.

## Chartplatzierungen
| ChartsChartplatzierungen       | Höchstplatzierung | Wochen |
| ------------------------------ | ----------------- | ------ |
| Deutschland (GfK)              | 23 (13 Wo.)       | 13     |
| Schweiz (IFPI)                 | 5 (7 Wo.)         | 7      |
| Vereinigte Staaten (Billboard) | 12 (16 Wo.)       | 16     |
| Vereinigtes Königreich (OCC)   | 51 (5 Wo.)        | 5      |

| ChartsJahrescharts (1983)      | Platzierung |
| ------------------------------ | ----------- |
| Vereinigte Staaten (Billboard) | 70          |

## Coverversionen
- 1992: James Last
- 2000: Shirley Bassey